# اندرو فن
اندرو فن (انگلیسی: Andrew Fenn؛ زادهٔ ۱ ژوئیهٔ ۱۹۹۰) دوچرخه‌سوار اهل بریتانیا است.
از باشگاه‌هایی که در آن بازی کرده‌است می‌توان به تیم اسکای، تیم کوئیک‌استپ فلورز، و آکوا بلو اسپورت اشاره کرد.
وی در مسابقات کشوری و بین‌المللی در مجموع برندهٔ ۱ مدال برنز شده‌است.